# Dibamus nicobaricum
Dibamus nicobaricum är en ödleart som beskrevs av  Franz Steindachner 1867. Dibamus nicobaricum ingår i släktet Dibamus och familjen blindödlor. Inga underarter finns listade i Catalogue of Life.
Arten förekommer på Nikobarerna i Indiska oceanen. Honor lägger ägg.